# Palais Saxlehner

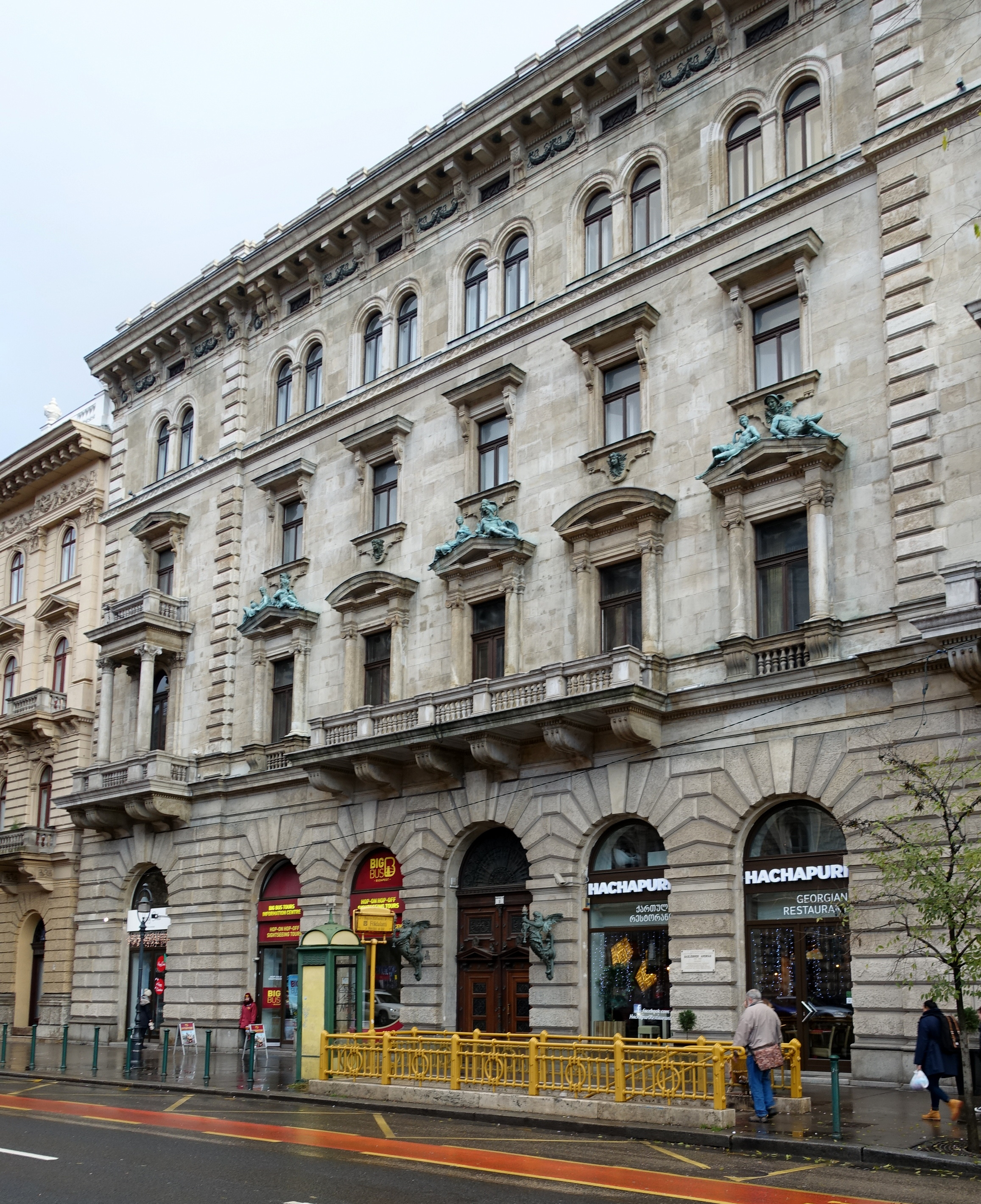
Palais Saxlehner, 2017

Das Palais Saxlehner (ungarisch Saxlehner-palota) ist ein denkmalgeschütztes Palais an der Andrássy út Nr. 3 in Budapest.

## Lage
Das Palais befindet sich am südöstlichen Ende der Andrássy út, direkt an der U-Bahnstation Bajcsy-Zsilinszky út im VI. Budapester Bezirk (Terézváros).

## Geschichte
Das Gebäude wurde in den Jahren 1884–1886 nach Plänen von Győző Czigler im Auftrag des Industriellen András Saxlehner im eklektizistischen Stil erbaut. Im ersten Stock befand sich die Wohnung des Eigentümers, in den oberen Stockwerken Mietwohnungen. An der Gestaltung der Innenräume nahmen einige der berühmtesten Künstler Ungarns teil, darunter Károly Lotz, der die Fresken gestaltete. Das Gebäude verkaufte die Familie Saxlehner 1938, und im Jahr 1972 zog die Magyar Posta (Ungarische Post) in das Gebäude ein. Bis 2012 beherbergte das Gebäude das Postmuseum. Nach gründlicher Restaurierung beherbergt das Palais heute ein Hotel.